# Малышев, Виктор Александрович
Виктор Александрович Малышев (1923—1993) — советский военнослужащий, участник Великой Отечественной войны, Герой Советского Союза, командир пулемётного отделения 300-го гвардейского стрелкового полка (99-я гвардейская стрелковая дивизия, 37-й гвардейский стрелковый корпус,  7-й армия, Карельский фронт), гвардии сержант. Герой Советского Союза.

## Биография
Родился 18 марта 1923 года на станции Тимашево бывшего Куйбышевского района Куйбышевской области (ныне посёлок городского типа Кинель-Черкасского района Самарской области), в семье рабочего. Русский.
Закончив 8 классов школы поступил в 1940 году в железнодорожное училище, стал помощником машиниста. Член ВКП(б)/КПСС с 1947 года.
Осенью 1942 года был призван в армию, обучался во Фрунзенском военном пехотном училище, в связи с приказом о реорганизации пехотных училищ офицерское звание не получил и был в звании сержанта направлен на переподготовку в формирующиеся воздушно-десантные части под г. Ногинском Московской области. В звании гвардии сержанта и должности командира отделения в 300-м ГСП 99-й ГСД, в начале июня 1944 года прибыл на Карельский фронт в составе 37-го гвардейского стрелкового корпуса.

### Подвиг
В это время заканчивалась подготовка наступательной операции по освобождению Советской Карелии. Воины-десантники включились в учения и тренировки 7-й армии по преодолению водных преград и прорыву сильно укрепленной полосы обороны противника. На участке форсирования р. Свирь имела ширину 350—400 м, глубину от 4 до 7 м. Скорость течения была 0,4-0,6 м в секунду. Противник заблаговременно подготовил здесь два рубежа обороны. Первый, глубиной в три километра, состоял из трех линий траншей полного профиля и тянувшегося вдоль переднего края проволочных и минных заграждений, установленных непосредственно у берега и даже в воде. На участке прорыва были разведаны 52 огневые точки врага, в том числе 21 дзот, приспособленных к ведению перекрестного, фланкирующего и отсечного огня. Второй оборонительный рубеж включал в себя опорные пункты, сооруженные в селениях, удобных для этого узких местах — заболоченных полян, просек. Все подступы к ним были буквально начинены минами. Поскольку не было уверенности, что все огневые точки разведаны и во время подготовки наступления удастся подавить огневую систему врага, командованием было принято решение организовать ложную переправу с целью вызвать на неё огонь из всех средств противника, заставив «заговорить» ещё не подавленные огневые точки, дать возможность нашей артиллерии засечь их и уничтожить до проведения настоящей переправы. Для этого были набраны 12 добровольцев из 300-го гвардейского полка. Все они были честно предупреждены, что группа создается, чтобы вызвать огонь всех средств противника на себя и шансы выжить ничтожно малы. Гвардии сержант Малышев В. А. вырос на Волге, хорошо умел плавать и вызвался добровольцем принять участие в этой операции среди таких же смельчаков. Для ложной переправы были заготовлены плоты с сидящими на них чучелами солдат. На три десантника приходился один плот, который они должны были прикрываясь им же буксировать впереди себя к вражескому берегу. Плыть предстояло в сапогах и обмундировании. У каждого был автомат с шестью кассетами да ещё 720 патронов.
В 7 часов 40 минут 21 июня 1944 года, началась артиллерийская подготовка, которая длилась 3 часа 30 минут. Авиация бомбила передний край обороны противника. За 15 минут до прекращения огня 12 храбрецов начали ложную переправу. Уцелевшие орудия, миномёты и пулемёты врага начали огонь по переправе. В тройке Малышева плот был разбит прямым попаданием финского снаряда ещё на нашем берегу. Гвардейцы с разбега бросились в воду и поплыли. И хотя ещё гремела наша канонада, через минуту финский берег загремел огнём. Финны били по смельчакам из всех видов оружия. Холодная Свирская вода сносила к Ладоге, тяжелый груз патронов тянул на дно. Стальные каски пригибали голову к воде — трудно было даже приподнять её, чтобы вдохнуть глоток свежего воздуха. Издали казалось, что плывут одни каски. Но они плыли, борясь с течением, финны видели, что люди живы, плывут, приближаются к северному берегу. И это вызывало очередные шквалы огня. Вода кипела вокруг них от мин, пуль и снарядов. Но они сделали своё дело — заставили финнов открыть скрытые, затаившиеся до начала форсирования реки огневые точки. Смельчакам не только удалось переправиться на другой берег, но и ворваться в первую траншею, которая, к тому же была заминирована. К удивлению сослуживцев, которые переправились за ними, все 12 добровольцев остались живы и влились в свои взвода. Нашёл своих и Малышев. Через некоторое время его десантному взводу пришлось залечь у просеки — откуда-то метко бил финский снайпер-кукушка. Вскоре удалось разглядеть на дереве сидящего в кроне снайпера. Взвод открыл по цели огонь, листва облетала от пуль, но снайпер продолжал стрелять. Уткнулся головой в грудь, как будто уснул, связист. Пуля пробила наушник рации. Командир послал гв. сержанта Малышева снять кукушку. Когда ему удалось приблизиться к позиции кукушки с тыла, он увидел, что в кроне дерева подвешен муляж, а снайпер — здоровенный рыжий финн ведет огонь лежа под другим деревом. Подполз поближе, достал трофейную финку из голенища сапога и прикончил его. Взвод продолжил наступление.
В тот день Свирь была форсирована на всем протяжении от Онежского озера до Ладожского, от Вознесенья до Лодейного поля. Началось освобождение Карелии. В тот день Москва салютовала героям залпами салюта. Все двенадцать смельчаков остались живы и были удостоены звания Героя Советского Союза.

### После войны
После окончания войны Малышев В. А. служил в рядах Советской Армии и закончил службу в звании гвардии полковника ВДВ в г. Коломна. Позже переехал жить в Зеленоград, работал в ЦКБ «Дейтон». Настоящим праздником для него была встреча с однополчанами 300-го, названного в честь боев, Свирского воздушно-десантного полка. Был жизнерадостным и веселым, очень любил жизнь. В последнее время тяжело болел. Как и все ветераны, близко к сердцу принимал развал Родины, глумление над моральными ценностями его поколения, тяжело переживал происходившие изменения социальной политики государства, которые вели к обнищанию ветеранов Великой Отечественной войны.
Умер 22 декабря 1993 года. Похоронен на Зеленоградском городском кладбище.

## Память
- На доме, корпус 1103 в Зеленограде, где жил Герой — установлена мемориальная доска, где указано: «В этом доме жил с 1986 г. по 1993 г. Герой Советского Союза полковник Малышев Виктор Александрович»[1].
- На Родине, в поселке Тимашево Кинель-Черкасского района Самарской области установлен бюст.

## Награды
- Указом Президиума Верховного Совета СССР от 21 июля 1944 года за образцовое выполнение боевых заданий командования и проявленные при этом геройство и мужество гвардии сержанту Малышеву Виктору Александровичу присвоено звание Героя Советского Союза с вручением ордена Ленина и медали «Золотая Звезда» (№ 4104).
- Награждён орденами Ленина, Отечественной войны 1-й степени, медалями.
- Почётный гражданин города Лодейное Поле Ленинградской области.